# Grube Zollhaus
Die Grube Zollhaus (auch Grube Konsolidierte Zollhaus) war eines der größten Eisenerz-Bergwerke im Taunus. Sie lag östlich von Katzenelnbogen und erstreckte sich bis zum Ort Zollhaus im Rhein-Lahn-Kreis. Vorläufergruben bestanden vor 1252, die Grube Zollhaus wurde 1960 geschlossen – somit können über 700 Jahre Bergbau dokumentiert werden.
Abgebaut wurden zunächst hochwertiger Roteisenstein, später überwiegend Brauneisenstein. Als Nebenprodukte wurden im kleineren Umfang Marmor, Phosphorit und Kalkstein gewonnen.

## Geschichte Vorläufergruben 1252 bis 1896
Der erste urkundliche Hinweis entstammt dem Jahr 1252, dort wird berichtet, dass in Flandern Eisen aus Kattenelben (dem heutigen Katzenelnbogen) auf der flandrischen Zollrolle auftauchte. Das Eisen hatte eine besonders hohe Qualität, die den Handel über weite Strecken rechtfertigte.
Der frühe Bergbau konzentrierte sich auf den Bereich um die Orte direkt östlich von Katzenelnbogen und Bonscheuer. Bonscheuer selbst war als Bergwerkssiedlung gegründet worden. Die dortige Grube Bonscheuer (auch Grube Bohnscheuer) zählt zu den ältesten Gruben der Region.
Zwei Eisenhütten bei Katzenelnbogen fanden frühe urkundliche Erwähnung, diese folgten Waldschmieden nach. Der Wallone Johann Mariot der Ältere begann während des Dreißigjährigen Kriegs bereits 1639 mit dem weiteren Aus- und Aufbau des Grubenbetriebs und der Eisenerzverhüttung. Er erhielt die Berechtigung zur Gewinnung und Verhüttung von Eisenerzen durch den Erzbischof in Trier.
Im Jahr 1730 wird von Bergrat Wagner aus der Landgrafschaft Hessen-Kassel in Katzenelnbogen eine neue Eisenhütte errichtet. Die Hütte war bis 1812 in Betrieb.
Der frühe Eisenerz-Abbau bestand meist aus kleineren unabhängig voneinander betriebenen Grabungen in kleinen Schächten und im oberflächennahen Tagebau. Erst ab etwa 1800 und dann besonders befeuert durch die Erleichterungen im wechselseitigen Zoll des Wiener Kongresses von 1815 trat eine freie Entwicklung ein und der Bergbau erstarkte mit regem Betrieb.
Am 25. Mai 1839 wurden die Felder der späteren Grube Zollhaus verliehen an die Herzoglich-Nassauische Domänen-Direction, welche den Betrieb 1897 an Krupp veräußerte.
Nachdem der Erztransport zunächst nur mit Pferde-Fuhrwerken über unbefestigte Wege an die neu geschaffenen Verladeplätze der inzwischen schiffbar gemachten Lahn erfolgte und erst Ende der 1850er Jahre die Straße von Katzenelnbogen nach Zollhaus vollendet wurde, begann ab 1870 mit der Fertigstellung der Aartalbahn zwischen Zollhaus und Limburg die Zeit großvolumiger Transporte. Der Transport zwischen den Gruben und dem Bahnhof Zollhaus erfolgte jedoch immer noch per Fuhrwerk.
In den 1860er Jahren gehörten  5 Stollen der späteren Grube (konsolidierte) Zollhaus zu den wichtigsten 22 Stollen (Hauptstollen) im Herzogtum Nassau:
- Vereinsstollen Mudershausen: Länge 85 Lachter (1 Lachter = 2,0924 m), Teufe von 22 Lachter für die Grube Martin (Wasserlösung und Förderung) und 15 Lachter für die Grube Zollhaus (Wasserlösung)
- Stollen Grube Peter: Länge 100 Lachter, Teufe 31,5 Lachter
- Oberer Stollen Grube Bonscheuer: Länge 121 Lachter, Teufe 50 Lachter
- Unterer Stollen Grube Bonscheuer: Länge 457 Lachter, Teufe von 25 Lachtern unterhalb Oberer Stollen. Anfänglich nur zur Wasserlösung, erst ab dem 20. Jahrhundert auch zur Förderung. Der untere Stollen war zu dieser Zeit der mit Abstand längste Stollen im Herzogtum Nassau.
- Stollen Grube Gronauereck: Länge 109 Lachter, Teufe: 21,5 Lachter

## Formierung der Grube Zollhaus

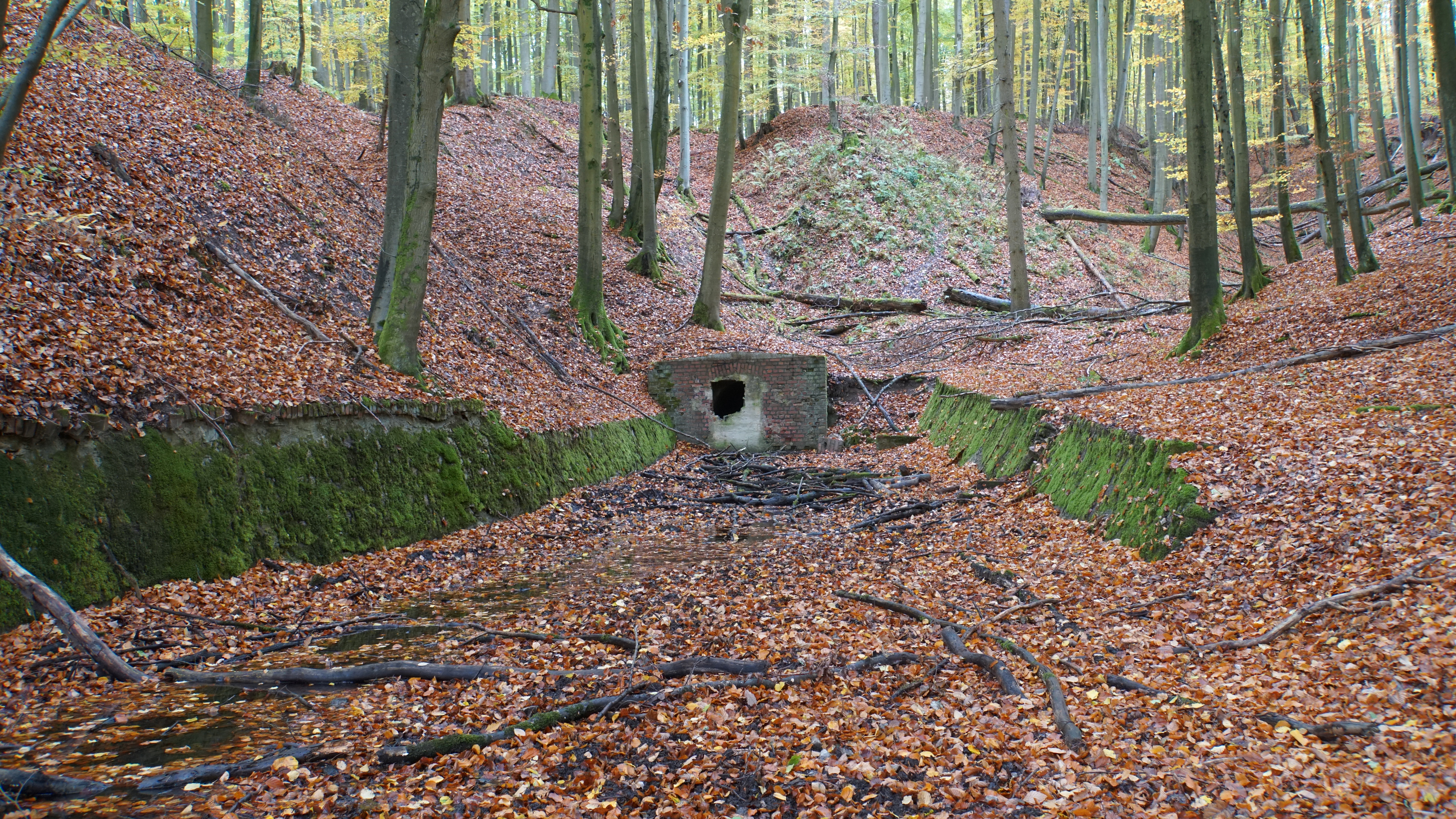
Mundloch des Barbarastollens

Am 1. April 1897 erstand die Krupp’sche Bergverwaltung in Weilburg folgende Grubenfelder im Bereich der späteren Grube 'Konsolidierte Zollhaus':
- Benjamin
- Berglust
- Bonscheuer
- Felsberg
- Gronauereck
- Hammerberg
- Iltisberg
- Schloßberg 2
- Schloßhecke
- Schluhs
- Schwefelberg
- Tiefe Gräben
- Wickenstück
- Zollhaus

Der Abbau wurde intensiviert und bestehende Stollen und Strecken ausgebaut. Ende des 19. Jahrhunderts stieg der Versand von Eisenerzen zu den Eisenhütten in das Ruhrgebiet und in das Siegerland stark an.
Ab 1900 wurde der Bau des zentralen Barbarastollens nordwestlich von Mudershausen begonnen, nach einem Jahr Bauzeit und etwa 300 m Stollenlänge ruhten die Arbeiten für 4 Jahre bis 1905.
Erst 1901 wurde mit der Fertigstellung des entsprechenden Abschnitts der Nassauischen Kleinbahn ein direkter Bahnanschluss an den Rheinhafen in Sankt Goarshausen bzw. die Aartalbahn im Ort Zollhaus ermöglicht. Wenige Jahre später ging auch die Erz-Materialseilbahn zwischen Barbarastollen und Bahnhof Zollhaus in Betrieb (Laufzeit ca. 1907 bis 1937).

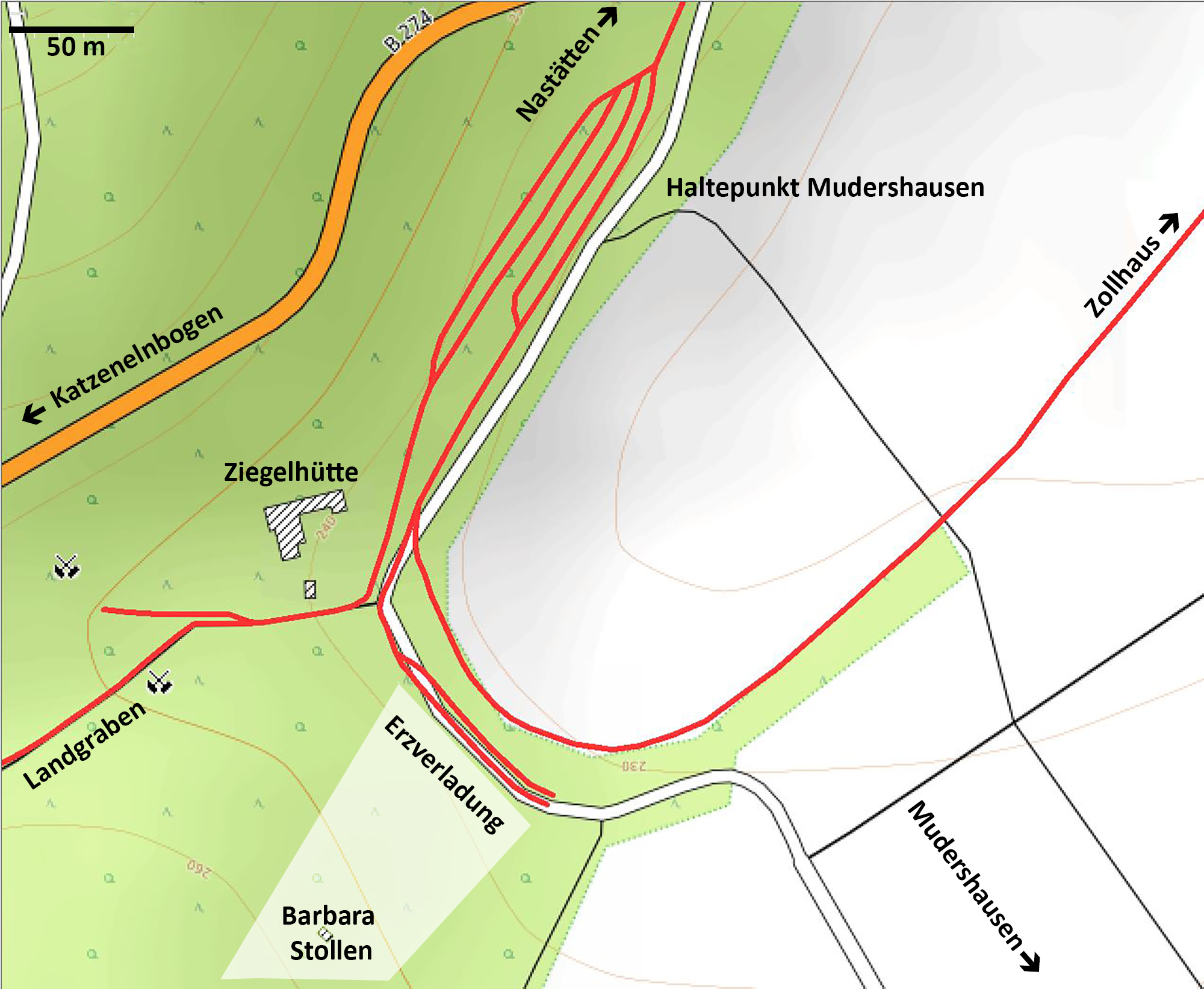
Gleisplan Barbarastollen und Haltepunkt Mudershausen

Am 6. Dezember 1905 wurden 19 Grubenfelder – darunter die 14 oben genannten mit einer Gesamtgröße von 2658 Hektar – unter dem gemeinsamen Namen Grube Zollhaus vereinigt. Die Felder erstreckten sich von Mudershausen bis Katzenelnbogen.
Bis 1912 wurden noch weitere Grubenfelder hinzugefügt:
- Abendstern
- Bolus
- Eisenkauten
- Fichtenstück
- Fritzeborn
- Gebrannte
- Harzlöffel
- Iltisberg
- Maiblumenlay
- Maiblumenlayspitze
- Michael
- Nordenstein
- Peter
- Philip
- Pluto
- Rindsberg
- Taberg
- Weinschrank

Diese insgesamt 32 Grubenfelder bildeten die Grube 'Konsolidierte Zollhaus'.
Grube Bonscheuer konnte auf Grund ihrer Lage nicht an die Kleinbahn angeschlossen werden, deswegen erfolgte der Erztransport ab 1913 über eine eigens gebaute Grubenbahn mit 750 m Länge. Der Transport verlief vom Stollenmundloch des als Förderstollen genutzten 'Tiefen Stollens' zum Bahnhof in Rückershausen. Nach dem Ende der Grube Zollhaus wurde diese Grubenbahn demontiert und der zugehörige 75 m lange Kleinbahn-Tunnel unterhalb Rückershausen in den 1960er Jahren zugeschüttet.

## Betriebsperioden Grube Zollhaus

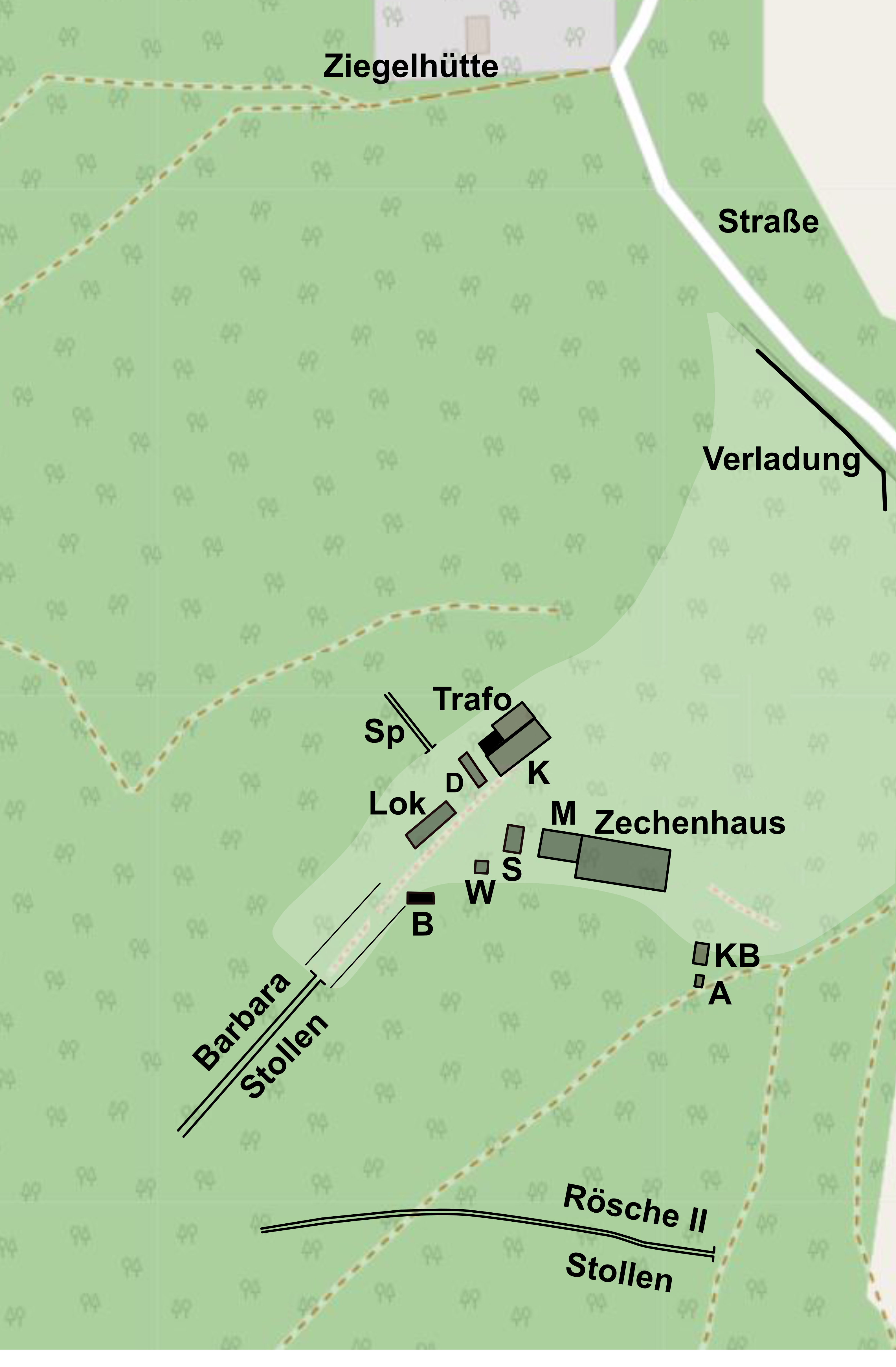
Karte des Zechenplatzes Mudershausen

Die Grubenfelder verblieben von 1904 bis 1924 im Besitz von Krupp. Durchschnittlich waren 102 Bergleute beschäftigt, wobei die Schwankungen groß waren – die maximale Zahl wurde 1907 mit 136 Bergleuten erreicht, die geringste Beschäftigung gab es 1912 mit 42 Bergmännern.
in dieser Zeitspanne wurden etwa 99 000 Tonnen Roteisenstein gefördert sowie 223 000 Tonnen Brauneisenstein.

### Zeitraum von 1924 bis 1934
1924 änderten sich die Besitzverhältnisse – die Firma Sieg-Lahn-Bergbaugesellschaft (eine Tochtergesellschaft der Firma Krupp’sche Bergverwaltung) in Weilburg übernahm den Besitz.
Durch die Weltwirtschaftskrise in den 1920er Jahren wurde der Bergbau deutlich reduziert, im Durchschnitt waren nur noch elf Bergleute pro Jahr beschäftigt, das Maximum lag 1924 bei 44 Bergmännern.
im Januar 1925 erfolgte die Schließung der Betriebsabteilung Bonscheuer, bis dahin wurden noch einmal 12 600 Tonnen des wertvollen Roteisensteins gefördert. In den folgenden zwei Jahren wurden die Halden Bonscheuer und Gronauereck ausgelesen und 4 900 Tonnen bzw. 17 500 Tonnen Roteisenstein in den Versand gebracht.
In den Jahren 1929 bis 1934 waren nur noch 12 bis 17 Bergleute beschäftigt, die mit Unterhaltungsarbeiten der jeweiligen Betriebsabteilungen beschäftigt waren und keine Erzförderung vornahmen.

### Zeitraum 1935 bis 1945
In der Periode 1935 bis 1945 lag der Besitz weiterhin bei der Sieg-Lahn-Bergbaugesellschaft. Ab dem Jahr 1935 ging der Bergbau wieder ständig aufwärts. Der Roteisenstein wurde nicht mehr gefördert, sondern nur noch der Brauneisenstein. in diesen zehn Jahren waren im Durchschnitt 97 Bergleute und fünf Angestellte beschäftigt – das Beschäftigungsmaximum wurde 1943 mit 135 Personen erreicht.
In dieser Zeit wurden 244 1500 Tonnen Brauneisenstein gefördert, im Jahresdurchschnitt 24 500 Tonnen, das Fördermaximum lag im Jahr 1943/44 bei 44 000 Tonnen im Jahr.

### Zeitraum 1945 bis zur Schließung Ende 1960
Eigentümer war ab 1945 und bis 1952 die Siegerländer Bergwerks AG, die Bergverwaltung war in Betzdorf, dies als Folge dessen, dass die Grube Zollhaus nun in der französischen Besatzungszone lag.
Am 1. Oktober 1952 kam die Grube Zollhaus zurück zur Bergverwaltung Weilburg und wurde Teil der Harz-Lahn-Erzbergbau AG.
in dieser 14 Jahre währenden Periode waren im Durchschnitt 68 Bergleute und 3 Angestellte beschäftigt, die höchste Belegschaft gab es 1947/48 mit 105 Bergleuten.
Insgesamt wurden 252 000 Tonnen Brauneisenstein in diesem Zeitabschnitt gefördert, es kamen etwa 213 000 Tonnen in den Versand. Roteisenstein wurde nicht mehr gefördert. Zusätzlich gingen noch 12 500 Tonnen Kalk in den Versand, die aus dem den Brauneisenstein umgebenden Massenkalk gewonnen wurden.
In den letzten Betriebsjahren wurde das Auffinden hochwertiger Erze zunehmend schwieriger, der ursprüngliche Eisengehalt von 42 bis 45 % in den 1940er Jahren – bei einem Mangan-Gehalt von 8,1 % wurde rückläufig. So wurden 1958/59 nur noch Erze mit einem Eisengehalt von 35,9 % gefunden.
Die Förderung war nicht mehr rentabel, insbesondere durch den zunehmenden Druck preisgünstigeren Erzes aus dem Ausland. Deswegen wurde die Einstellung der Förderung zum Jahresende 1960 beschlossen. In der Nacht vom 27. zum 28. Oktober 1960 wurde der Taberg-Wetterschacht durch intensive Regenfälle beschädigt, eine Reparatur nicht mehr in Angriff genommen und der Grubenbetrieb am 28. Oktober 1960 komplett eingestellt.
Direkt mit Schließung der Grube begannen die Abbruch- und Raubarbeiten in den Stollen und Strecken, die Januar 1961 abgeschlossen waren. Bis Ende 1961 waren dann auch über Tage alle Nebengebäude, die Aufbereitung und weite Teile der Verladung abgebrochen. Nur noch das Transformatorenhaus, die Stollenmundlöcher, die Betonwand der Verladerampe und die Benzol-Kammer sind erhalten geblieben.

### Phosphorit-Abbau
Im kleinen Umfang wurde auch Phosphorit abgebaut, mit einem hohen Phosphorsäureanteil von 40 %.
Erstmals erwähnt wurde eine Phosphoritgrube in den 1870er Jahren östlich von Allendorf (Lage), wegen zusetzender Wasser wurde der Abbau wieder gestoppt. In den Jahren 1917 bis 1921 wurde erneut abgebaut. Der Name war Deutsche Phosphatgewinnungsgesellschaft mbH mit Sitz in Limburg.

### Marmor-Abbau
Im Bereich Landgraben, Tiefe Gräben und 300 m westlich der Ziegelhütte wurde auch mindestens seit dem 17. Jahrhundert Marmor abgebaut. Beispielsweise wurde der 1676 geschaffene Altar der Unionskirche Idstein mit diesem Marmor ausgestattet, auch die 1673 geschaffene Kanzel. Die Gewinnung von Marmor endete Anfang des 20. Jahrhunderts.

### Kalkstein-Abbau
Neben zahlreichen Tagebau-Anlagen zum Abbau von Kalkstein (z. B. Dachskaute) wurde von 1947 bis 1950 auch untertägig Kalkstein abgebaut. Hierzu wurde ein 135 m langer Schrägschacht bis zum nördlichen Querschlag des Barbarastollen abgeteuft (Lage ca. Lage). Der gewonnene Kalkstein wurde schließlich über eine heute noch erhaltene Verladerampe (bei Lage) auf LKW verladen und abtransportiert.

## Grubengebäude und Betriebsanlagen

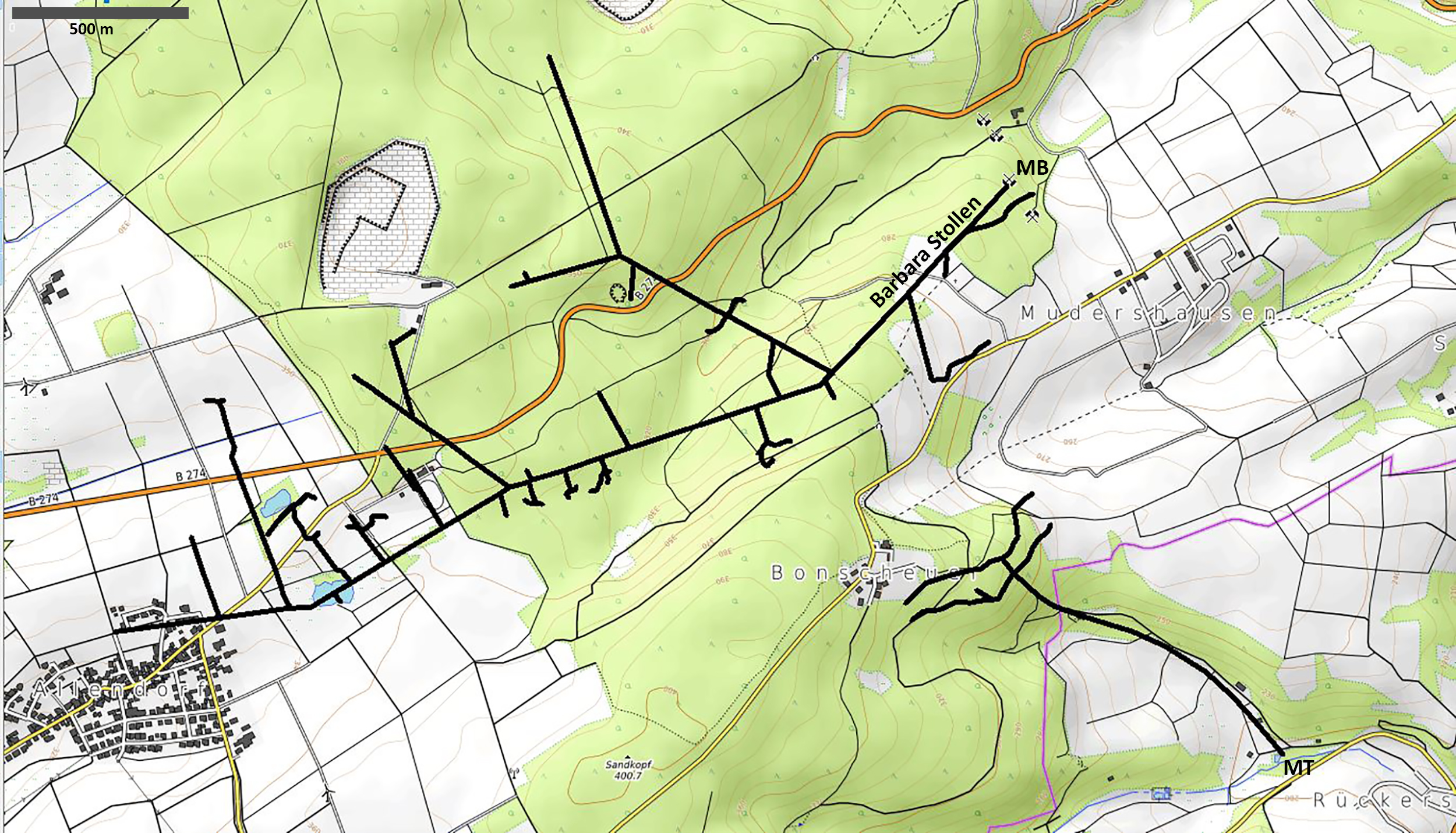
Verlauf der Stollen und Strecken

Der Betrieb nahezu aller Betriebsabteilungen der Grube Zollhaus erfolgte über den 1900 begonnenen 3156 m langen Barbarastollen, der nordwestlich von Mudershausen begann (Mundloch auf 240 m NHN bei Lage) und sich in westlicher Richtung bis Katzenelnbogen-Allendorf erstreckte (westlichstes Ende in ca. 100 m Teufe bei Lage). Mit allen Querschlägen und Strecken wurde eine Gesamtlänge von über 11 km erreicht. Es existierten mehrere Wetterschächte, beispielsweise bei Lage der intakte Wetterschacht B und bei Lage ein oberflächlich verstürzter. Ein zentraler Schacht für die Bewetterung und Fahrung war der Taberg-Schacht (Lage), der an den Nördlichen Querschlag 3 des Barbarastollens angebunden war.
Einzig die Betriebsabteilung Grube Bonscheuer war ohne Anschluss an den Barbarastollen, diese wurde über den Oberen Stollen (heute überbaut mit dem Wasserwerk Aarbergen Lage) und den Tiefen Stollen betrieben (Mundloch bei Lage). Zudem gab es einen Wetter- und Fahrungsschacht im eigentlichen Abbaugebiet bei Lage, sowie 50 m südwestlich ein zweiter Schacht bei Lage.

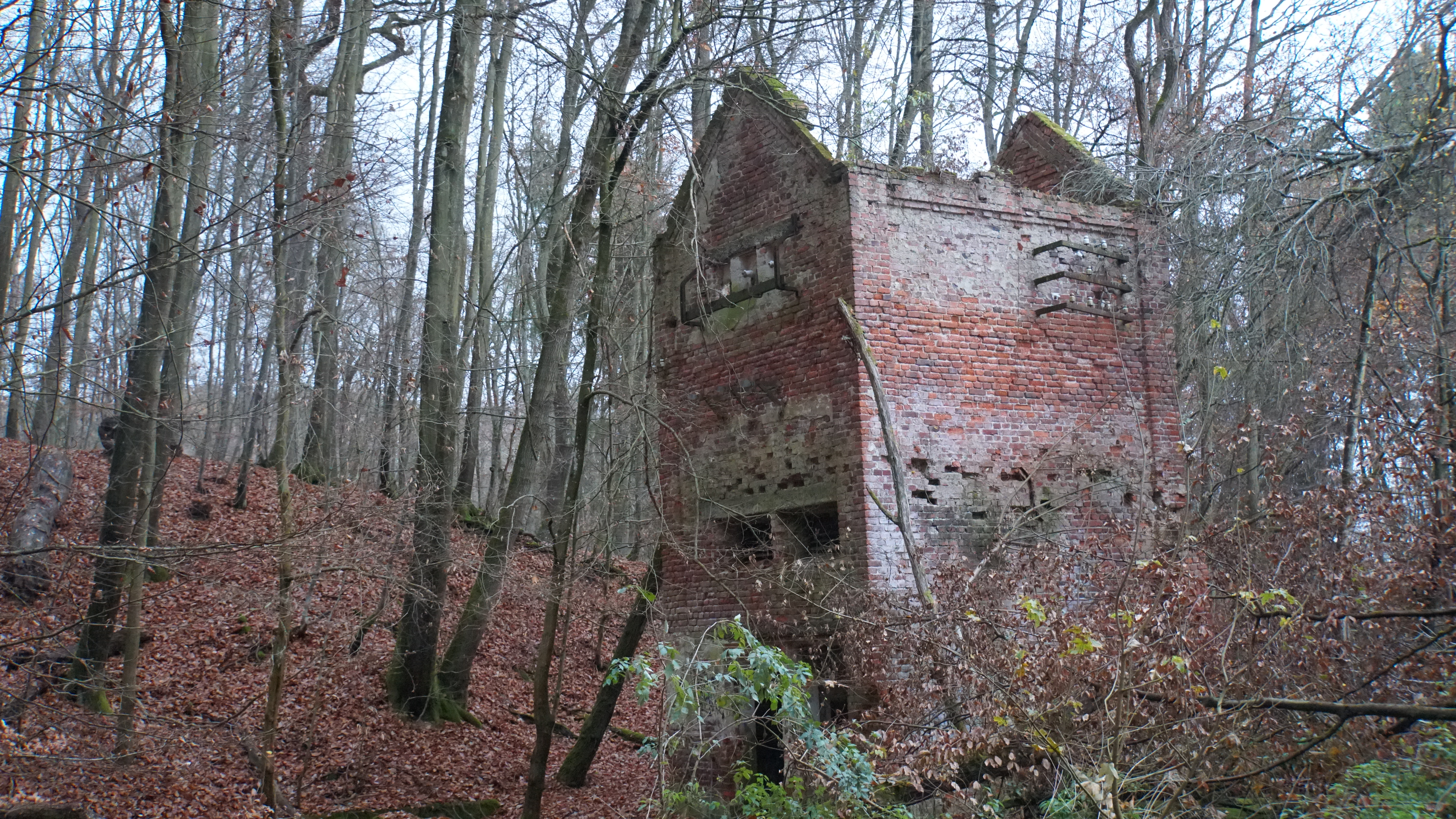
Reste des Transformatorenhauses Barbarastollen

Heutzutage sind nur noch wenige obertägige Spuren der Grubenanlage vorhanden, bemerkenswert sind neben den Stollenmundlöchern das ehemalige Transformatorenhaus (Lage), die Verladerampe für die Erze zur Nassauischen Kleinbahn bzw. zur Materialseilbahn nach Zollhaus (Lage) und der Hauptentwässerungsstollen Rösche II des Barbarastollens (Lage). Direkt neben dem 80 m tiefen Wetterschacht B des Barbarastollens befindet sich der Einstieg zur Nebelhöhle (Lage), der tiefsten und längsten Höhle in Rheinland-Pfalz. Zwischen Nebelhöhle und Wetterschacht existiert ein Durchschlag, so dass darüber der Barbarastollen befahren werden kann.
Der 80 m westlich der Ziegelhütte gelegene und ca. 90 m lange Stollen bei Lage gehört nicht zur Grube Zollhaus, gleichfalls die Gebäude der Einzelsiedlung Ziegelhütte.
Die stark strukturierte Ausformung der Landschafts-Oberfläche im Umfeld des Barbarastollens und westlich der Ziegelhütte ist überwiegend nicht durch den Bergbau bedingt, sondern Resultat natürlicher Erosionsprozesse – es handelt sich um tief eingeschnittene Runsen.